# Amphiascus polaris
Amphiascus polaris är en kräftdjursart som beskrevs av Georg Ossian Sars 1909. Enligt Catalogue of Life ingår Amphiascus polaris i släktet Amphiascus och familjen Diosaccidae, men enligt Dyntaxa är tillhörigheten istället släktet Amphiascus och familjen Miraciidae. Arten har ej påträffats i Sverige. Inga underarter finns listade i Catalogue of Life.